# Lysimachia saxicola
Lysimachia saxicola är en viveväxtart som beskrevs av Woon Young Chun, Amp; F. H. Chun in F. H. Chen och C. M. Hu. Lysimachia saxicola ingår i släktet lysingar, och familjen viveväxter. Utöver nominatformen finns också underarten L. s. minor.